# Euphorbia rudis
Euphorbia rudis är en törelväxtart som beskrevs av Nicholas Edward Brown. Euphorbia rudis ingår i släktet törlar, och familjen törelväxter. Inga underarter finns listade i Catalogue of Life.

## Bildgalleri

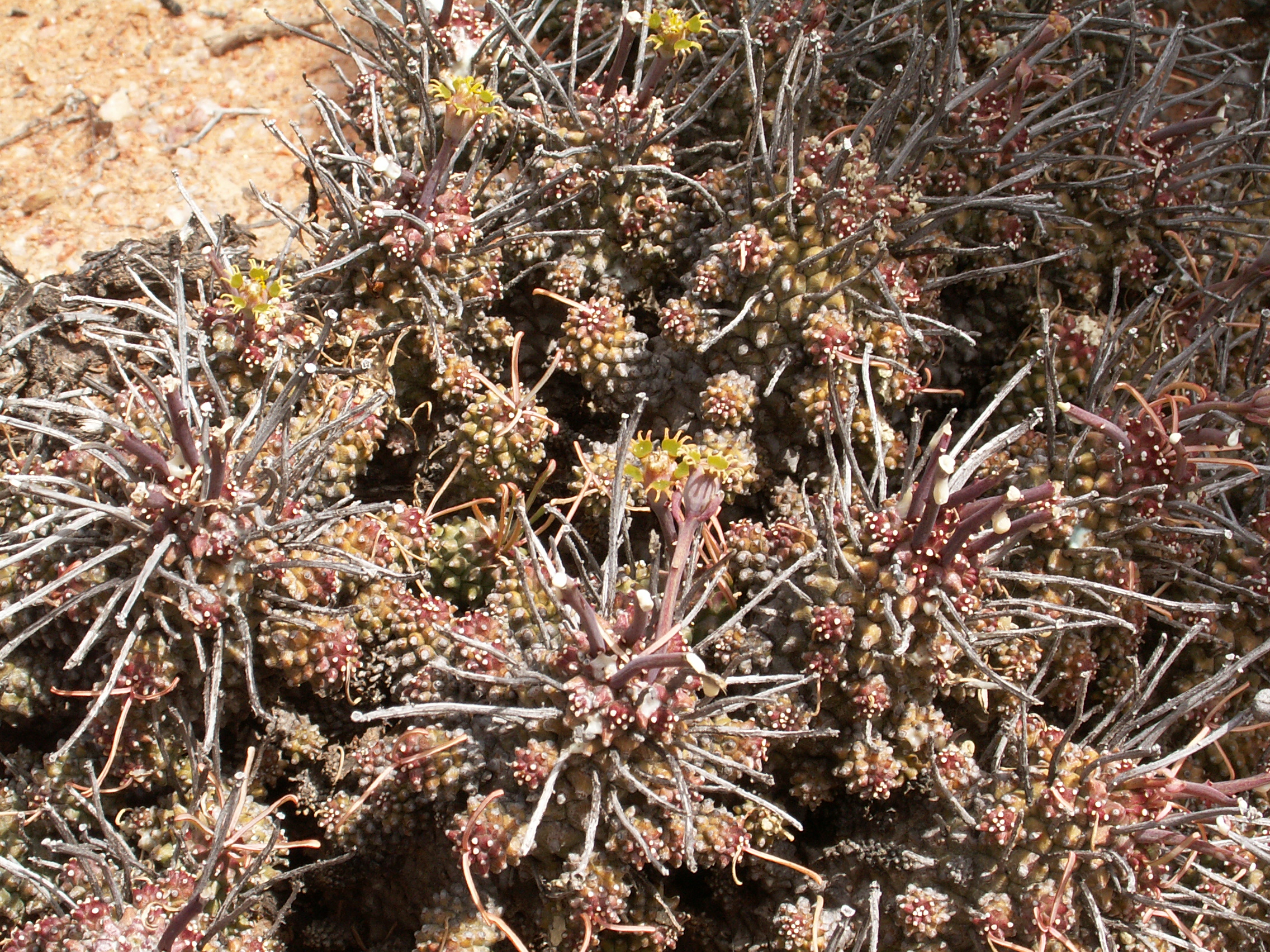
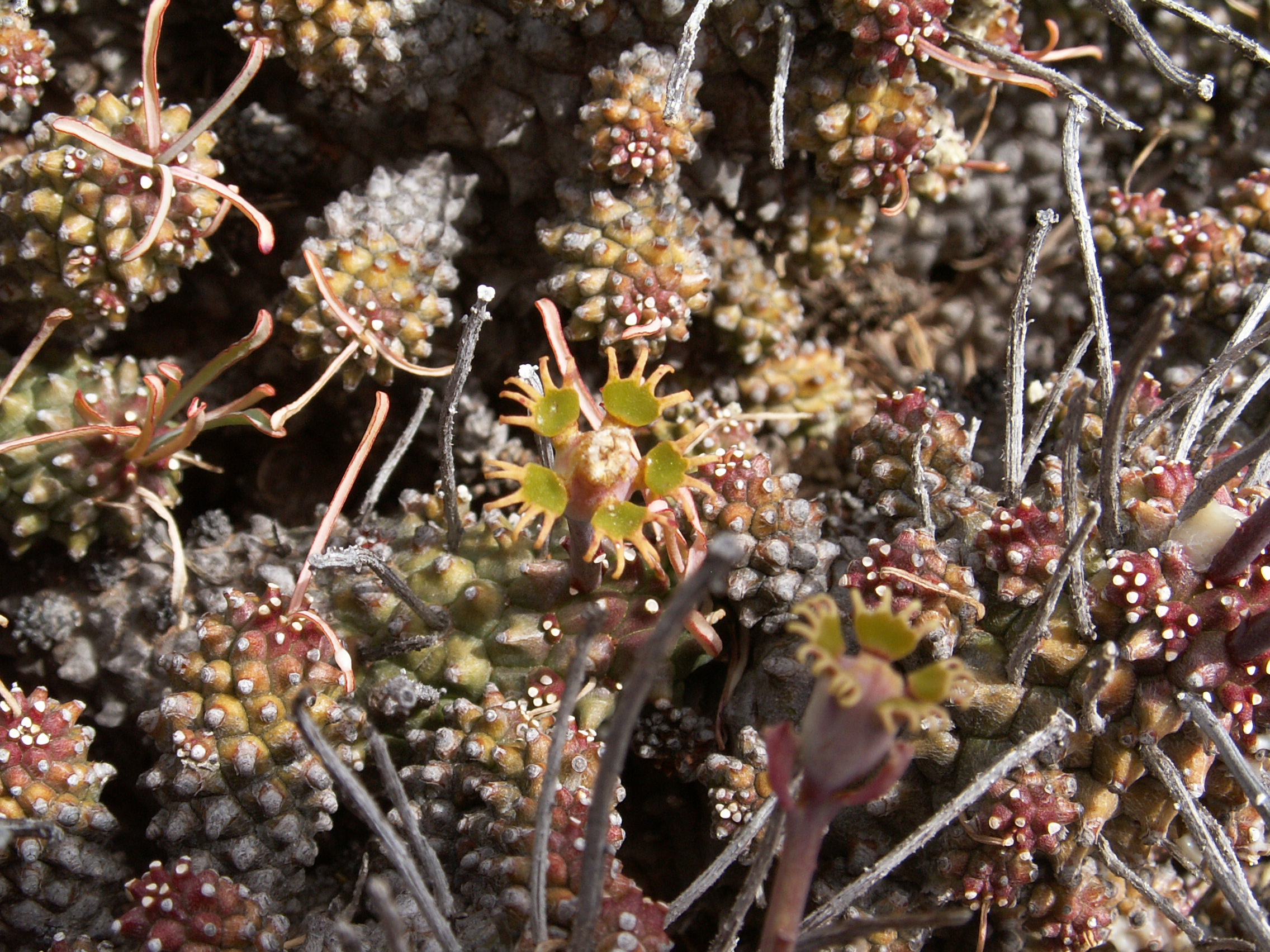
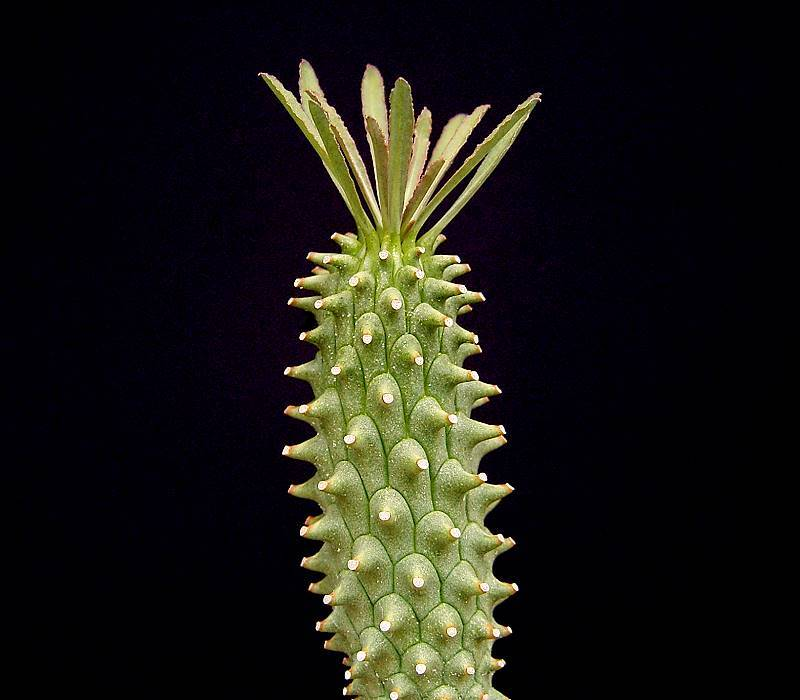